# Рамзау-бай-Берхтесгаден
Рамзау-бай-Берхтесгаден (нім. Ramsau bei Berchtesgaden) — громада в Німеччині, знаходиться в землі Баварія. Підпорядковується адміністративному округу Верхня Баварія. Входить до складу району Берхтесґаден.
Площа — 129,18 км2. Населення становить 1714 ос. (станом на 31 грудня 2020).